# Kabri
Kabri (in ebraico  כברי‎? anche traslitterato Cabri), è un kibbutz nel nord di Israele. Situato nella Galilea occidentale, a circa quattro chilometri ad est del Mediterraneo e dalla città di Nahariya, cade sotto la giurisdizione del Consiglio regionale del Mateh Asher. Nel 2006 aveva una popolazione di 751 abitanti.